# 川﨑玲奈の踊るラジオシャドウ
川﨑玲奈の踊るラジオシャドウ（かわさきれなのおどる―）は、静岡エフエム放送（K-MIX）で放送されていたラジオ番組である。通称「オドラジ」。

## 概要
K-MIXアナウンサーの川﨑玲奈による、事前収録された一人喋りプログラムである。放送期間が4年目を迎えた2023年4月以降、収録は原則毎週水曜日または木曜日に行われており、メール等の締切はその週の火曜日までとされている。
2020年（令和2年）、当時K-mix入社2年目を迎えた川﨑にとっては初の冠番組であり、番組の企画・構成、編集から選曲まで、ほぼ全てが川﨑自身の手によって行われる、ワンマンスタイルの番組である（収録も副調整室で行われている）。リスナーの呼称は「ダンサー」。
Xでの公式ハッシュタグは「#オドラジ」。放送当日には、収録後に撮影された2分程度の動画がアップロードされたり、収録内容のダイジェストが3本立てで予告されたりするほか、放送中も川﨑本人が番組公式アカウントからポストして参加することがある。深夜帯の放送でありながらリアルタイム聴取が多く、タイムフリー聴取も多い。
ノベルティとして、メールやメッセージ採用者の中から毎週抽選で1名に番組特製ドアノブサインがプレゼントされている。このほか、各コーナー等でもステッカーがプレゼントされる場合がある（下記参照）。

## 歴史
- 2020年（令和2年）4月3日 - 番組開始。
- 2021年（令和3年）4月2日 - 改編により放送枠移動。
- 2022年（令和4年）3月3日 - 放送回数が通算100回を達成。
- 2022年（令和4年）4月2日 - 改編により放送枠移動。同時に放送時間が30分から60分に拡大され、現在の放送時間となる。
- 2024年（令和6年）1月27日 - 放送回数が通算200回を達成。
- 2025年（令和7年）3月29日 - 番組終了。

## 放送時間
- 土曜 25:00 - 26:00（日曜未明 1:00 - 2:00、2022年4月2日 - 2025年3月29日）

### 過去の放送時間
- 金曜 26:30 - 27:00（土曜未明 2:30 - 3:00、2020年4月3日 - 2021年3月26日）
- 木曜 20:30 - 21:00（2021年4月1日 - 2022年3月31日）

## パーソナリティ
- 川﨑玲奈（K-MIXアナウンサー・パーソナリティ）

## タイムテーブル
2024年1月現在。時間はおおよそのもので、いずれも日本標準時（JST）。なお、特別企画が実施される場合には、この限りでない。
- 25:00　オープニング
- 25:10　タイトルコール
- 25:15　コーナーその1（「マウント富士」、「寝かせてなんかやんねえよ」、「教えて、本当のSTARWARSを」のローテーション）
- 25:30　つかみジングル・ふつおた
- 25:40　コーナーその2（「邦題しホーダイ！」、「ザキロレッテ・ジャパン第1話」のローテーション）
- 25:55　エンディング

## コーナー等
週替わりのレギュラーコーナーが中心である（次回収録予定のコーナーについては、放送内や番組公式Twitterでも告知や呼びかけがされている）ほか、不定期・特別コーナーがある。これらのコーナー以外にも、ふつうのおたより（ふつおた）も募集されている。

### 現在のコーナー
レギュラーコーナー
2024年1月現在
- マウント富士（2020年4月 - ）

コーナー名は、マウンティングと富士山の英語読み（Mt. Fuji）が掛けられている。「この世でマウントを取られることが一番嫌い」だという川﨑に向けて、彼女をイラッとさせるような内容が募集されている。そのため、投稿される文面は、自慢や見せびらかし、煽りといったものが大半である。コーナーの趣旨に則って広い心を持って対応している川﨑であるが、時には言葉を選ばずに感情を露わにしたり、自身の経験を持ち出してマウント返しをしたりと、厳しく迫る情況がある。
年度ごとにコーナーが様変わりする中で、放送開始当初から唯一継続されているコーナーである。
- 寝かせてなんかやんねえよ（2023年4月 - ）

本番組が放送される深夜1時台、「（こんな時間だが）寝られては困る」という趣旨の下、聴くだけで目が覚めそうな言葉を募集し、エンヤの曲に乗せて川﨑が朗読する。ネタはインパクトがあるものからシュールなものまで、様々である。
- 教えて、本当のSTARWARSを（2023年4月 - ）

- つかみジングル（2021年4月 - ）

川﨑の自己紹介に使えそうなキャッチーな内容の台本が募集されており、番組中盤で実際にジングルとして再現され、オンエアされる。川﨑は、「そのまま使えるような、真面目なフレーズを送ってきてほしい」「真剣に考えてほしい」などと呼びかけているが、そのような投稿が読まれることはまずなく、アニメやお笑い芸人のギャグのパロディネタや、川﨑の言動・行動をCM風に仕立て上げるなど、笑いの要素を含んだものが多い。なお、言うまでもなく、投稿を選んでいるのは川﨑本人である。
- 邦題しホーダイ！（2021年7月29日・2022年4月 - ）

2021年7月29日の放送で単発コーナーとして実施された後、2022年4月から正式にレギュラー化され、概ね隔週で展開されている。毎回お題となる洋楽が提示され、インスピレーションなどを駆使して考えた、その曲にぴったりな邦題を募集する。コーナーの最後に川﨑がその場で優秀作品を選び、当該ダンサーにはステッカーが贈られる。
- ザキロレッテ・ジャパン第1話（2023年12月 - ）

不定期・特別コーナー
- リクエストマイセルフ (不定期、2020年7月 - )

「リクエスト番組」への密かな憧れを持つ川崎だが、そもそも本番組ではリクエストを受け付けていない。そこで、川﨑が架空のリスナーになりきり、あたかもリクエストであるかのように好きな楽曲をオンエアする。「ふつおた祭り」とセットで行われることが多い。
- テーマメール (不定期)

不定期にテーマを設けたメールを募集・紹介している。募集テーマは以下の通り。(特別コーナーとして後述するものを除く)
| 放送日 | 放送日  | テーマ                       | 備考                                         |
| ------ | ------- | ---------------------------- | -------------------------------------------- |
| 2022年 | 3月3日  | オドラジのこと               | 放送第100回目                                |
| 2022年 | 3月24日 | ときめき                     | 『リクエストマイセルフ』の合間に紹介された。 |
| 2022年 | 10月8日 | オドラジとの出会い           |                                              |
| 2023年 | 3月11日 | ラジオ・ラジオ局に関する質問 |                                              |
| 2023年 | 8月26日 | 川﨑玲奈                     | 川﨑の27歳の誕生日当日 (放送上)              |
| 2023年 | 9月16日 | 好きな芸能人は誰ですか？     |                                              |
| 2023年 | 12月2日 | あの時どうかしてたと思うこと |                                              |

- I LOVEオドラジのコーナー（不定期、2023年4月 - ）

はがき投稿限定のコーナー。本番組を「大胆に褒める文章」が募集されている。川﨑によれば、「配達されるまでの過程で（はがきを）チラッとでも目にした人が、本番組に興味を持ってもらえたら」という意図があるとのこと。紹介されたダンサー全員にステッカーが贈られる。当該週に紹介されなかったものも次回以降の繰り越し対象とされている。
当初はレギュラーコーナーとして概ね隔週で展開されていたが、2023年11月18日の放送分にて、「投稿数が他のコーナーと比べて芳しくないため、一旦休止し、今後は不定期で企画していく」旨のアナウンスがあった。
- ザ・裏ベストテン！ (不定期、2023年9月 - )

K-MIXの番組『酒場でYOU!!』のパーソナリティ・エッフェル青山を迎え、80年代アイドルの隠れた名曲について語るコーナー。
- 実家の母（不定期）

2021年10月7日の放送で、エンディングを「風邪をひかないでくださいね」と締めたことを、番組公式Twitterで「電波に乗った故郷の母」と称して以来、エンディングでダンサーの体調を労わる発言が「実家の母」と呼ばれるようになった。正式にメッセージが募集されたことはないものの、当コーナー宛てに「(川﨑の) 未来の息子」を名乗るメッセージが届いたことがある。
- リアルタイム大喜利 (2022年12月24日・2023年12月30日)

指定された時間に発表される大喜利のお題に対し、ダンサーがX (旧Twitter) 及びメール・メッセージフォームにて制限時間内に回答し、それを見ながら川﨑がリアルタイムで収録を行う。各回の概要は以下の通り。
| 回数  | 放送日         | 収録日時                              | お題                                                                   | ハッシュタグ        |
| ----- | -------------- | ------------------------------------- | ---------------------------------------------------------------------- | ------------------- |
| 第1回 | 2022年12月24日 | 2022年12月20日 (火曜日) 12:00 - 12:30 | 『12/25クリスマス当日の予定を教えてください。』                        | #オドラジ大喜利     |
| 第2回 | 2023年12月30日 | 2023年12月28日 (木曜日) 12:00 - 12:15 | 『パラレルワールドで放送される”踊るラジオシャドウ”で起きることとは？』 | #オドラジ大喜利2023 |

### 終了したコーナー
レギュラーコーナー
- ワンワードいっぽん勝負（2020年4月 - 2021年3月）

川﨑の私物であるアクセント辞典の任意に開いた見開きページから、単語または語句が1つ選択され、その言葉について数分間語る。
- やさしくなりたい（2020年4月 - 2021年3月）

荒んだニュースの多い昨今の日本で、聞くと心が優しくなれるような情報・うんちくを川崎に教える。噂話でもOKとされたが、あくまでも「事実に基づく情報」が募集されていた。
- ひいおじいちゃんが言ってました（2020年4月 - 2021年3月）

「どんなに嘘のような話でも、枕詞に『ひいおじいちゃんが言ってました』というワードをつけると信憑性が上がる、という不思議な現象があります。」という川崎の言説のもと、「ひいおじいちゃんが言ってました」の書き出しで、嘘の話をあたかも本当であるかのようにかたったメールを募集する。
- 目撃！世界のシャドウから（2021年4月 - 2022年3月）

ダンサーが世界各地で目撃した川崎の (架空の) 情報を募集する。「このコーナーでは川﨑はイエスマンになります」とされ、いかなる目撃談が寄せられても一切否定しなかった。また、「川﨑が意外とフットワークが軽いということを皆さんに知っていただく」という裏テーマがあるとのこと。
レギュラーコーナーとしては2022年3月で終了したが、同年10月15日の放送で『川﨑夏休みレポート!』と題した同趣旨のコーナーが実施され、こちらでは夏休み中の川﨑の目撃談を募集した。
- 踊る名言集（2021年4月 - 2022年3月）

「ひいおじいちゃんが言ってました」を発展的に改編してスタートしたコーナー。ダンサーが世に広めたい、芸能人が言いそうな架空の名言・格言を募集する。
- 踊るクイズ（2021年7月15日 - 2022年3月）

当日の放送内容に関するクイズがTwitterの番組公式アカウントから出題され、正解者の中から抽選で1人に、川﨑のサイン入り番組オリジナルステッカーが贈られていた。メールやメッセージフォームでの回答時間は放送終了後の30分間のみで、当該ツイートを閲覧できる環境があれば、誰でも参加することができた。その際、Twitter上ではボケ回答などの大喜利が当たり前のように始まり、タイムラインはほぼ毎回、これらで埋め尽くされた。Twitterでの回答はノベルティの対象外だったが、川﨑自身もこのような行為を認め、楽しんでいた。
番組が25時台に移った2022年4月以降は出題されておらず、本企画について触れられることがなくなり、前月をもって終了した。
- そして私も途方に暮れる（2021年4月 - 2023年3月）

「 日々生きている中で途方に暮れたエピソード」を募集・紹介した。川﨑曰く、「リズミカルな名曲にのせて水に流していく」とのことで、ネタコーナーが多い本番組の中では数少ない、事実に基づく出来事を扱うコーナーであった。BGMは、大澤誉志幸「そして僕は途方に暮れる（25th ver.）」。
- 卒業式のあと（2022年4月 - 2023年3月）

卒業式の後に好きな子を呼び出してこっそり告白するように、ダンサーの秘密を甘酸っぱく打ち明けるコーナー。その週で一番良い告白をしたダンサーには「卒業祝い」としてノベルティ (当初の数週はドアノブサイン、のちにステッカー) が贈られた。
- 偏愛ハイスクール（2022年4月 - 2023年3月）

日頃は秘密にしている偏愛・フェチ・こだわりなどを、進学塾「偏愛ハイスクール」の講師になりきってプレゼンしたメールを募集し、川﨑が朗読する。放送時間が深夜ということで、自由な投稿が許容されていた。
川崎によれば、企画段階では「猪突”猛進”ハイスクール」というタイトル案もあったが、語呂よりも分かりやすさを重視した結果、現行のタイトルに決定したという。
単発・特別コーナー
- もう一度聴きたい！オドラジ名シーンSP（2021年9月30日・10月7日）

2021年10月で放送開始から1年半を迎えることを記念し、『もう一度聴きたい、オドラジの印象に残った過去の名シーン』をダンサーから募集し、2週に渡って放送した。
- 今週のツツミさん (2020年10月)

作曲家の筒美京平にスポットを当て、彼が作曲したジャニーズソングを1ヶ月に亘って川﨑が選曲していた。奇しくも筒美は同月に死去している。各週の選曲は以下の通り。
- 10月2日：少年隊「仮面舞踏会」
- 10月9日：KinKi Kids「やめないで,PURE」
- 10月16日：田原俊彦「かっこつかないね」
- 10月24日：少年隊「君だけに」
- 10月31日：SMAP「BEST FRIEND」

- ラジオドラマを作ろう!! (2022年10月 - 11月)

RSKラジオ『あもーれ!マッタリーノ月曜日』とのコラボレーション企画。同番組パーソナリティの坂俊介 (RSK山陽放送アナウンサー) をゲストに迎え、ラジオドラマを制作すべく、「ラジオ」「岡山と静岡に関わるものをひとつずつ入れる」というテーマで両番組のリスナーからシナリオを募集した。完成した作品『～ラジオに恋して～』は、本番組では2022年11月26日にお披露目された。
- オドラジクリニック黒歴史科（2020年5月29日）・おしえて！あなたの黒歴史！（2020年9月25日）

「思い出すとしんどいけどラジオの電波上なら言える…」といった黒歴史を募集し、「オドラジクリニック」の医師に扮した川崎が「闇を癒す処方箋」を出す。
- 夏の一問一答スペシャル! (2021年8月5日)

当時開催中だった2020年東京オリンピック特番で放送時間が短縮されたことに伴い実施された。番組や川﨑へのシンプルな質問を募集し、スピーティーに紹介した。
- V6との思い出[49] (2021年10月28日)

V6が同年11月1日をもって解散することを受けて、川﨑が同グループへの愛と魅力を語り、『グッデイ!!』『Sweet Days』『Darling』の3曲が選曲された。
- アイドルを語る夜2021 (2021年12月9日)

かねてからアイドル好きを公言する川﨑によるアイドル特集。「アイドルのここが好き！」をテーマに募集したメールを紹介したほか、モーニング娘。'21からのコメント (後述) もオンエアされた。
- 川﨑玲奈を知ってくれ！プロフィール帳を書こう (2022年4月2日)

放送時間が移動・拡大されての初回となったこの日、川﨑が自らを知ってもらうべく、昔懐かしいプロフィール帳に記入しながらトークする模様が放送された。
- 女子校の伝道師（2022年6月4日）

中学・高校・大学の計10年間女子校に通い詰めた川﨑が、女子校の良さを広める伝道師を目指すコーナー。ダンサーから寄せられた女子校へのイメージや質問などに答えながらトークした。
- これが最高！私の理想のフェス[55] (2022年7月16日)

「FUNDAY PARK FESTIVAL 2022」にちなんだ企画。「最高！と叫びたくなる理想のフェスのシチュエーション」にをテーマに募集したメールを紹介した。あくまでも「理想」ということで、たとえ無謀でもOKとされた。
- (オタクの) ロード (2022年8月6日)

生粋のオタク気質である川﨑が、色々な「好きなもの」についてじっくり時間をかけてコアに語る不定期コーナー。2022年8月6日の放送では『～第一章～ 映画と音楽編』と題し、「一度は見てほしい映画」と「一度は聴いてほしい映画音楽」について語った。
- 陳謝 (2022年10月15日)

ステッカーや番組ノベルティが当選したリスナーへの発送作業がだいぶしばらくの間できていないとのことで、川﨑が発送作業をしながらフリートークする模様が放送された。
- 一人ぼっちのカラオケ大会 (2022年12月24日)

学生時代は一人カラオケばかりしていたという川﨑が、2022年最後のレギュラー放送を昭和のテレビのように歌って締めるべく、ダンサーからのリクエストが最も多かった米津玄師「Lemon」とカラオケでいつも歌う曲である 山口百恵「さよならの向う側」を歌唱した。
- 酒場でオイオイ!! (2023年7月22日・29日)

エッフェル青山を迎えたゲストコーナーであり、『酒場でYOU!!』のパロディ。同年6月3日の放送にて同名のつかみジングルがオンエアされ、それを青山が聴いたことをきっかけに実現した。その後、青山はザ・裏ベストテン！で不定期に出演している。
- エンディングで読めたら読みます (2023年9月16日)

リスナーから届いた「パーソナリティが『エンディングで読めたら読みます』というときに限ってメールを読んでくれない」という迷信を払拭すべく「エンディングで読めそうなメール」を募集し、実際にエンディングで読み上げた。
- ステッカーとかノベルティとかあげちゃおうかな[66] (2023年10月21日)

「K-MIX LISTENERS THANKS WEEK」(聴取率調査週間) にあたるこの日、番組ステッカーとドアノブプレートを多めにプレゼントすることに合わせ「『誰よりも欲しい』という熱意を込めた自己PR」を募集・紹介した。

## ゲスト
2021年（令和3年）
- 12月9日 - 野中美希・岡村ほまれ (モーニング娘。'21)[69] ※コメント出演
- 12月23日 - 大島千穂（茨城放送（LuckyFM）アナウンサー）[70]
  - K-mixの新卒採用でお互いに最終選考まで残った縁から出演。大島がパーソナリティーを務める「Music Pick up after Millennium（2000）」へも同日放送分で川﨑も電話出演した[70]。

2022年（令和4年）
- 1月27日 - 青木詩織・日高優月（SKE48・チームKⅡ）[71]
- 2月3日 - 末永桜花・浅井裕華（SKE48・プリマステラ）[72]
- 7月16日 - 鬼頭大晴 (Half time Old)[73]
- 10月22日・11月12日 - 坂俊介 (RSK山陽放送アナウンサー)[74][75]

2023年（令和5年）
- 7月22日・29日 - エッフェル青山 (『酒場でYOU!!』パーソナリティ)[63][76]

## その他のエピソード
- 『K-mix FOOO NIGHT ピンソバ』『K-mix Wiz.』で川﨑と4年間共演していたバカボン鬼塚は「当番組のスーパーバイザー」と称され[77]、コーナー『リクエストマイセルフ』[78]『邦題しホーダイ！』『そして私も途方に暮れる』[79]の発案者である。
- 2020年12月25日・2021年1月1日の放送は「いつものスタジオを飛び出し、川﨑の別荘から放送する」という設定で行われ、楽曲は川﨑の手元のレコードプレーヤーからオンエアされた[80][81]。
- 2021年5月27日の放送は、川﨑が「推し」と公言する星野源と新垣結衣が同年5月19日に結婚を発表したことを祝し、通常のコーナーを休止して30分まるまる特集が組まれた。星野と新垣に関するトークを中心に進行された[82]ほか、オンエアされた楽曲もすべて二人にまつわるものであった[83]。
- 2021年6月10日の放送は「K-mix LISTENERS THANKS WEEK」(聴取率調査週間) の企画として、番組ステッカーと、川﨑がダンサーのラジオネームから想像して描いた「イマジネーション似顔絵」のセットが5名にプレゼントされた[84]。

### 放送休止・時間変更
- 2021年4月22日は、19:00 - 21:00にJFN38局ネットの特別番組『Life Time Audio My First Music「14歳のプレイリスト」[85]』が編成されたため、放送休止。その代替企画として番組公式Instagramのストーリーズにて川崎への質問が募集された[86]。
- 2021年7月29日・8月5日は前述の通り、当時開催中だった東京オリンピック関連の特番を放送するため、20:30 - 20:50の短縮放送となった[87]。
- 2022年12月29日、年末の特別編成に伴い、11:30 - 12:00に『川﨑玲奈の真っ昼間から！踊るラジオシャドウ』が放送された。企画は『ダンサーが選ぶ"つかみジングル"セレクション』[88]。

ちなみに、当番組が木曜日に、かつ30分版で放送されるのは、同年3月31日以来約9ヶ月ぶりであった。
- 2022年12月31日は『JFN年末年始特別番組『終わらない歌を歌おう2022-2023』by SCHOOL OF LOCK! 教育委員会[89]』が編成された影響により、放送休止[90]。